# Corniculi
Corniculi (l. poj. corniculus) – wyrostki na ciele niektórych roztoczy.
Struktury te zlokalizowane są w przednio-bocznych częściach gnatosomy, gdzie wyrastają z subkapitulum. Mogą mieć formę różkowatą, ząbkowaną, dwuwidlastą, trójwidlastą, kolcowatą, szpatułkowatą lub błoniastą. Często wspierają tzw. salivary styli.
Corniculi występują u dręczy, zwłaszcza u żukowców. U roztoczy właściwych i Opilioacarida występują prawdopodobnie homologiczne rutellae.